# Parti citoyen pour le renouveau
Le Parti citoyen pour le renouveau (PCR) est un parti politique malien créé en 9 juillet 2005 par des militants du Mouvement citoyen, mouvement regroupant des partisans du président Amadou Toumani Touré. Le président du PCR est Ousmane Ben Fana Traoré. Un des militants les plus illustres du PCR est le chanteur Salif Keïta.
Le PCR veut "Contribuer à la construction d’un Mali de justice sociale, de paix et de progrès par plus grande implication de la jeunesse et de l’ensemble des couches vives de la nation dans la prise de décision".
Le PCR est membre observateur de l’Internationale libérale et membre du Réseau libéral africain qui regroupe 24 partis de 19 pays africains.

## Résultats électoraux
| Année | Élection                           | Scores et observations                          |
| 2007  | Élection des conseillers nationaux | pas d’élu                                       |
| 2007  | Élection présidentielle            | a soutenu la candidature d’Amadou Toumani Touré |
| 2007  | Élections législatives             | 1 députés (sur 147)                             |
| 2009  | Élections communales               | 97 conseillers                                  |